# Pseudobaeospora
Pseudobaeospora — рід грибів родини Tricholomataceae. Назва вперше опублікована у 1942 році.